# Anchusa stylosa
Anchusa stylosa är en strävbladig växtart. Anchusa stylosa ingår i släktet oxtungor, och familjen strävbladiga växter.

## Underarter
Arten delas in i följande underarter:
- A. s. spruneri
- A. s. stylosa